# Accademia d'Armi Musumeci Greco 1878
L'Accademia d'Armi Musumeci Greco 1878 è un'associazione sportiva italiana di scherma con sede a Roma, fondata nel 1878. Dal 2009 è iscritta all'UNASCI - Unione Nazionale Associazioni Sportive Centenarie d'Italia e all'ADSI - Associazione Dimore Storiche Italiane.

## Storia
L’Accademia d’Armi Musumeci Greco è una delle più antiche e prestigiose Scuole di scherma del mondo. Le sue origini risalgono al 1878, quando il Maestro di Scherma del Re, Gaetano Emanuele dei Marchesi di Villabianca, cedette a Salvatore Greco dei Chiaramonte (1835 – 1910) la sua Accademia di Via del Seminario 87, che da allora fa capo sempre alla stessa famiglia: pertanto il 1878 è considerato l’anno di nascita ufficiale dell’Accademia.
Alla morte di Salvatore Greco la gestione dell'accademia passò ai due figli Agesilao (1866-1963) e Aurelio Greco (1879 –1954). Poiché, però, i due non avevano figli schermidori, venne designato come erede il nipote Enzo (1911 – 1994); l’allora Presidente della Repubblica Giovanni Gronchi, per evitare di disperdere il cognome Greco così importante nella scherma italiana, negli anni ‘50 decise di emanare un apposito decreto che unì il cognome materno Greco a quello paterno Musumeci: da allora il cognome della famiglia è Musumeci Greco. Dopo una lunga carriera, che lo vedrà anche diventare ideatore della professione di Maestro d’Armi per il cinema, Enzo passa la gestione al figlio Renzo Musumeci Greco. Maestro d’Armi per il cinema, l’opera, il teatro e la televisione, docente di scherma al Centro Sperimentale di Cinematografia di Roma e ai Teatri Stabili della Toscana e di Napoli, Renzo continua a portare avanti la tradizione della sua famiglia.
Nel 1976 l’Accademia d’Armi Musumeci Greco ha ottenuto dal CONI la Stella d’oro al Merito sportivo, nel 2017 lo Scudo d’Onore d’Oro dalla FIS e nel 2019, sempre dal CONI, il Collare d'oro al merito sportivo, la massima onorificenza sportiva in Italia.
Oggi l’Accademia conta tre sedi sul territorio della Capitale, una situata nei pressi del Pantheon, una nel cuore del quartiere Prati e una terza all'interno del Museo delle Terme di Diocleziano.
La sede principale, nei pressi del Pantheon, si trova in un’antica dimora gentilizia del XV secolo, appartenuta al Vescovo Diego De Valdes, Camerlengo di Papa Alessandro VI Borgia (1492-1503). Nel 2015 la regione Lazio, in considerazione del suo patrimonio storico e culturale, la elegge Casa Museo. La sua Direzione Artistica e organizzativa viene affidata a Novella Calligaris. Presidente dell’Accademia è il Maestro Renzo Musumeci Greco, quarta generazione di schermidori.
L’Accademia si estende sul piano nobile del Palazzo, con soffitti a cassettoni, antiche murature a vista e arredamento in stile neogotico, ed è costituita da un’ampia sala d'Armi, da uno studio che custodisce una raccolta di quadri otto-novecenteschi e da locali dedicati alla pratica sportiva. L’Accademia ospita anche una collezione di armi, scudi e maschere risalenti dal XVI fino al XX secolo. Custodisce, inoltre, molti dipinti d’epoca ed opere di importanti artisti del Novecento, come Duilio Cambellotti, uno dei massimi rappresentanti dell’Art Nouveau italiana, e Mimmo Paladino, il principale esponente della Transavanguardia. Cambellotti, nei primi del ’900, dedicò all’Accademia un logo con il puma, dal nome “La supremazia della Spada”, mentre il secondo, nel 2011, le dedicò un altro logo, simboleggiante lo “Schermidore senza tempo”.
Nell’agosto del 2023 l’Accademia firma un accordo con il Museo Nazionale Romano per il progetto “Scherma al Museo”, aprendo una sala di scherma all’interno del Museo delle Terme di Diocleziano.
Il 18 settembre 2023, in occasione del suo discorso alla Camera dei Deputati per introdurre lo Sport nella Costituzione Italiana, l’On. Federico Mollicone cita l’Accademia, il Presidente Musumeci Greco e la manifestazione schermistica A Fil di Spada - La Maratona di Scherma.
Nell'aprile 2024 il Ministero delle imprese e del made in Italy inserisce l'Accademia tra le Eccellenze Italiane (non solo dello Sport) in occasione della Giornata Nazionale del Made in Italy. 
Il 23 aprile 2025 l'Accademia organizza, in occasione della Giornata Nazionale del Made in Italy, un'esibizione di scherma integrata nel Salone degli Arazzi del Ministero delle Imprese e del Made in Italy,  preludio alla sua partecipazione all'Expo Osaka 2025. 

## Attività sportiva e sociale
L’Accademia svolge attività schermistica ad ogni livello, sia nella sede storica del Pantheon che in quella in zona Prati. È presente nel campo agonistico, in quello amatoriale e nello spettacolo; è presente anche nel sociale, grazie al progetto "Scherma Senza Limiti", dedicato a tutte le persone con disabilità fisiche e mentali.
Nel corso degli anni atleti usciti dall'accademia hanno ottenuto importanti risultati a livello nazionale ed internazionale. Negli ultimi anni ha rafforzato la propria attività di formazione per normodotati e disabili sia nelle proprie sale, sia recandosi presso istituti e Onlus, sia collaborando con il CTO di Roma e il CPO - Centro Paraplegici di Ostia.
Nel 2011 nasce il progetto “Scherma Senza limiti”, riservato a tutti gli atleti con disabilità. Nel 2018 il progetto si è ulteriormente ampliato nel settore della disabilità psichica. L’Accademia ha anche sviluppato, nel 2017 con il sostegno del Museo Nazionale Romano, il progetto educativo “Scherma & Cultura”, che prevede incontri ciclici in Musei della Capitale, dove la visita è scandita da esibizioni di scherma degli allievi disabili. L’iniziativa ha riscosso un notevole successo, anche grazie alla partecipazione di Carlo Verdone a Palazzo Altemps,, del cantante rap Gemello alle Terme di Diocleziano  e di Alessio Boni a Palazzo Massimo. 

## Attività nel mondo dello spettacolo
La famiglia Musumeci Greco incontra lo spettacolo nel 1913, quando Agesilao Greco viene scelto dal regista Gerolamo Lo Savio come interprete principale nel film muto L’assalto fatale, coniugando così abilità schermistiche e recitative, dando inizio a un sodalizio fra l’Accademia e il cinema per portare la disciplina della scherma negli spettacoli.
Negli anni ’30 Enzo Musumeci Greco decide di investire maggiormente in questo settore, prestando la sua collaborazione a film, lavori teatrali e televisivi, e insegnando a tirare di scherma a molti fra gli attori del cinema italiano e straniero. Nel volgere di pochi anni Enzo diventa uno dei più qualificati Maestri d’Armi del cinema mondiale, che si avvale del suo lavoro non solo per la realizzazione dei duelli individuali, ma anche per la direzione tecnica delle scene di battaglia e di lotta di ogni specie. Attori come Errol Flynn, Tyrone Power, Gina Lollobrigida, Orson Welles si avvalsero della sua collaborazione. Invitato più volte a trasferirsi negli Stati Uniti dai vari produttori americani, Enzo decise di rimanere in Italia per seguire l'attività dell'Accademia. L'attività nel mondo dello spettacolo venne poi continuata dal figlio Renzo.
Dal 2005 l’Accademia ha organizzato, nelle piazze più importanti di Roma, 14 edizioni di A Fil di Spada - La Maratona di Scherma – Memorial Enzo Musumeci Greco, un importante evento italiano dedicato alla scherma moderna e al suo connubio con le Arti e lo Spettacolo.
L'Accademia nel corso degli anni ha ospitato varie personalità del mondo dello sport e dello spettacolo. Fra questi si possono annoverare i nomi di Richard Burton, Vittorio Gassman, Charlton Heston, Burt Lancaster, Carmelo Bene, Giancarlo Giannini, Domenico Modugno, Walter Chiari, Jack Hawkins, Lou Ferrigno, Max von Sydow, Jack Palance, Gino Cervi, Joseph Losey, Steve Reeves, Mario Monicelli, Christian De Sica, Abel Gance, Ruggero Raimondi, Roberto Rossellini, Jacques Perrin, Philippe Leroy, Franco Franchi, Ciccio Ingrassia, Yves Montand, Renato Rascel, Luchino Visconti, Vittorio Storaro, Valerio Zurlini, Riccardo Freda, Kim Rossi Stuart, Carlos Saura, Roberto Bolle, Alessio Boni, Alessandro Preziosi, Alessandro Gassman, i fratelli Taviani, Monica Bellucci, Giò di Tonno, Massimo Ranieri, Gabriel Garko, Alessandro Benvenuti, Glauco Mauri, Michele Placido, Luciano Pavarotti, Jonas Kaufmann, José Cura, Leo Nucci, Massimo Popolizio, Amedeo Nazzari, Plácido Domingo, Mario Martone, Massimo Lopez, Paolo Bonolis, Franco Zeffirelli, Gigi Proietti, Lindsay Kemp, Liliana Cavani, Giuseppe Zeno, Mariano e Ruben Rigillo, Lino Guanciale, Edoardo Leo, Luca Ronconi, Hugo de Ana, Alberto Angela, Tony e Ridley Scott e tanti altri.

## Risultati agonistici
Stagione 2012/2013
- Primi Class. Camp. Europei Master Fioretto Femm.
- Primi Class. Camp. Europei Master Sciabola Femm.
- Primi Class. Camp. Italiani Sciabola Masch. a Sq.
- Primi Class. Camp. Master Fioretto Femm., Piombino
- Primi Class. Camp. Master Sciabola Femm., Piombino
- Primi Class. Camp. Master Fioretto Femm., Torino
- Primi Class. Camp. Master Sciabola Femm., Torino
- Primi Class. Qualificazione zona centro Fioretto Masch.
- Primi Class. Camp. Master Fioretto Femm., Salerno
- Primi Class. Camp. Paralimpico Non vedenti Spada Masch.
- Primi Class. Camp. Master Fioretto Femm., Busto Arsizio
- Primi Class. Camp. Master Sciabola Femm., Busto Arsizio
- Primi Class. Coppa Italia Spada Femm.

Stagione 2013/2014
- Primi Class. Camp. Master Fioretto Femm., Nocera Umbra
- Primi Class. Camp. Master Sciabola Femm., Nocera Umbra
- Primi Class. Camp. Master Fioretto Femm., Torino
- Primi Class. Camp. Master Sciabola Femm., Torino
- Primi Class. Camp. Master Fioretto Femm., Pistoia
- Primi Class. Camp. Master Sciabola Femm., Pistoia
- Primi Class. Camp. Master Spada e Fioretto Femm., San Paolo (Brasile)
- 7 titoli Mondiali Maestri 2014-2018

Stagione 2014/2015
- Primi Class. Camp. Eur. Master Fior. Femm., Porec (Croazia)
- Primi Class. Camp. Master Fioretto Femm., Caserta
- Primi Class. Camp. Master Sciabola Femm., Caserta
- Primi Class. Camp. Master Fioretto Femm., Bari
- Primi Class. Camp. Master Sciabola Femm., Bari

Stagione 2015/2016
- Partecipazione Paralimpiadi Rio 2016 Sciabola Masch.
- Secondi Class. Camp. Mondiali Paralimpici Sciabola a Sq., Ungheria
- Terzi Class. Camp. Europei Master Fioretto Femm. a Sq., Inghilterra
- Primi Class. Camp. Assoluti Paralimpici Sciabola Masch., Roma
- Primi Class. Camp. Master Sciabola Femm., Rimini
- Primi Class. Camp. Master Fioretto Femm., Rimini
- Primi Class. Camp. Master Sciabola Femm., Garda
- Primi Class. Camp. Master Fioretto Femm., Garda
- Primi Class. Camp. Master Sciabola Femm., Ariccia
- Primi Class. Camp. Master Fioretto Femm., Ariccia
- Primi Class. Camp. Reg. Giov.mi Spada Masch., Roma

Stagione 2016/2017
- Primi Class. 1ª Prova Interr. Maschietti Sciabola Masch., Ariccia
- Primi Class. Trofeo Città di Cassino Prime Lame Spada Masch., Cassino
- Primi Class. Trofeo Città di Cassino Prime Lame Spada Femm., Cassino
- Primi Class. Camp. Master Sciabola Femm. e Masch., Lonato del Garda
- Primi Class. Camp. Master Sciabola Masch., Foggia
- Primi Class. Camp. Master Sciabola Femm. e Masch., Nocera Umbra
- Primi Class. Camp. Master Fioretto Femm., Navacchio
- Primi Class. Camp. Master Sciabola Femm., Navacchio
- Primi Class. Camp. Master Sciabola Masch., Ariccia
- Primi Class. Coppa Italia Regionale Sciabola Masch., Ariccia
- Primi Class. Camp. Master Fioretto Femm., Busto Arsizio
- Primi Class. Camp. Master Sciabola Femm., Busto Arsizio
- Primi Class. Coppa Italia Spada Femm.
- Primi Class. Coppa Italia Amis Master Sciabola e Fioretto Masch.

Stagione 2017/2018
- Primi Class. Camp. Eur. Master Fioretto Femm., Amsterdam (Olanda)
- Secondi Class. Camp. Eur. Master Sciabola Femm., Amsterdam (Olanda)
- Primi Class. Coppa Italia Sciabola Masch.
- Primi Class. Coppa Italia Master Squad. Sciabola Femm., Trieste
- Primi Class. Prova Paralimp. Sciabola Masch., Busto Arsizio
- Secondi Class. Camp. Italiani U20 Sciabola Masch., Verona

Stagione 2018/2019
- Primi Class. Camp del Mondo U20 Sciabola Masch. Indiv. e a Sq., Polonia
- Primi Class. Camp del Mondo U20 Sciabola Maschile, Polonia
- Primi Class. Camp. Ital. U20 Sciabola Masch., Lecce
- Terzi Class. Camp. Italiano Under 23, Masch., Belluno
- Terzi Class. 1ª Prova Giovani, Masch., Ravenna
- Terzi Class. Camp. Mondiali Master a sq. Femm, Livorno
- Partecipazione Camp. Europeo Master Paralimpici Sciab Masch., Terni
- Primi Class. Camp. Nazionali Master, Fioretto Femm., Zevio
- Primi Class. Camp.Nazionali Master Sciabola Femm., Zevio
- Primi Class. Trofeo delle Regioni Master Sciabola Masch., Zevio
- Terzi class. 1ª prova Coppa del mondo Under 20, Sochi
- Primi class. 3ª prova Coppa del mondo Under 20, Dourmagen
- Terzi class. 4ª prova Coppa del mondo Under 20, Budapest

Stagione 2019/2020
- Primi Class. Camp. del Mondo Master Spada Femm. a Sq., Cairo
- Primi Class. Camp. Ital. U20 Sciabola Masch., Ravenna
- Primi Class. Prova Nazionale Master, Terni
- Terzo Class. Coppa del Mondo Paralimpici Sciabola Femm., Seul
- Primi Class. Camp. Italiani a Sq. U14 Sciabola Femm., Sulmona
- Primi Class. Gran Prix U14 Sciabola Femm., Lucca
- Primi Class. Interreg. U14 Sciabola Femm., Roma
- Primi Class. Camp. Reg. U14 Sciabola Femm., Roma

Stagione 2020/2021
- Primi Class. Camp. Ital. Master Fioretto Femm., Bressanone
- 2 Titoli Camp. Ital. Master Sciabola Femm., Bressanone
- 6 Class. Sciabola masch. Paralimpiadi Tokyo 2020

Stagione 2021/2022
- Primi Class. Camp. Ital. GPG Sciabola Femm. cat. Allieve, Riccione
- Secondi Class. Camp. Ital. GPG Sciabola Femm. cat. Giovanissime, Riccione
- Primi Class. Prova Coppa del Mondo IWAS Sciabola Masch. cat. A, Pisa
- Primi Class. Prova Coppa del Mondo Sciabola Femm. a Sq., Atene
- Primi Class. 2ª Prova Naz. GPG cat. Ragazze Sciabola Femm., Padova
- Terzi Class. 2ª Prova Naz. cat. Assoluti Sciabola Femm., Lucca
- Primi Class. 1ª Prova Naz. GPG cat. Ragazze Sciabola Femm., Santa Venerina (CT)
- Terzi Class. 1ª Prova Paralimpica, cat. A Sciabola Masch., Fermo
- Terzi Class. 1ª Prova Paralimpica, cat. A Spada Masch., Fermo
- Terzi Class. Prova Coppa del Mondo, Sciabola Femm. Ind., Tblisi (Georgia)
- Terzi Class. Prova Coppa del Mondo, Sciabola Femm. a Sq., Tblisi (Georgia)
- Terzi Class. Coppa Italia Cat. Cadette Sciabola Femm., Rovigo
- Primi Class. Camp. Ital. GPG Cat. Ragazze Sciabola Femm., Riccione
- Primi Class. Prova Coppa del Mondo Cat. A Paralimpica Sciabola Masch., San Paolo (Brasile)
- Terzi Class. Coppa del Mondo Paralimpica Cat. A Sciabola Masch., Chonburi (Thailandia)
- Primi Class. Prova Coppa del Mondo Sciabola Femm. a Sq., Atene
- Terzi Class. Camp. Ital. Assoluti Sciabola Masch., Courmayeur
- Primi Class. Camp. Ital. Paralimpici Cat. A Sciabola Masch., Macerata
- Terzi Class. Camp. Ital. Paralimpici Cat. A Sciabola Masch., Macerata
- Secondi Class. Camp. Europ. Sciabola Femm. Ind., Antalya (Turchia)
- Secondi Class. Camp. Europ. Sciabola Femm. a Sq., Antalya (Turchia)
- Terzi Class. Coppa del Mondo Paralimpica Cat. A Sciabola Masch. Ind., Varsavia
- Primi Class. Coppa del Mondo Paralimpica Sciabola Masch. a Sq., Varsavia

Stagione 2022/2023
- Terzi Class. Prova Coppa del Mondo Paralimpica Spada Masch., Pisa
- Primi Class. Prova Coppa del Mondo Paralimpica Sciabola a Sq., Pisa
- Primi Class. Camp. Mond. Master Fior. Femm. Ind., Croazia
- Primi Class. Camp. Mond. Master Fior. Femm. a Sq., Croazia
- Primi Class. 1ª Prova Giovani Sciabola Femm., Carrara (MS)
- Primi Class. 1ª Prova Nazionale GPG Cat. Allieve Sciabola Femm., Zevio (VR)
- Terzi Class. Prova Coppa del Mondo Paralimpica Sciabola Masch., Eger (Ungheria)
- Primi Class. Prova Coppa del Mondo Paralimpica Sciabola Masch. a Sq., Eger (Ungheria)
- Terzi Class. Campionati Europei Paralimpici Sciabola Masch., Varsavia
- Primi Class. Campionati Europei Paralimpici Sciabola Masch. a Sq., Varsavia
- Primi Class. Prova Coppa del Mondo Paralimpica Cat. A Sciabola Masch., Washington
- Terzi Class. Prova Coppa del Mondo Paralimpica Cat. A Sciabola Masch., Pisa
- Secondi Class. Camp. Ital. GPG Cat. Giovanissime Sciabola Femm., Riccione
- Secondi Class. Camp. Ital. GPG Cat. Maschietti Sciabola Masch., Riccione
- Terzi Class. Camp. Ital. GPG Cat. Allieve Sciabola Femm., Riccione
- Terzi Class. Camp. Ital. GPG Cat. Bambine Spada Femm., Riccione
- Terzi Class. Camp. Ital. Cadetti Sciabola Femm., Padova
- Primi Class. Camp. Ital. Assoluti Sciabola Femm., La Spezia
- Primi Class. Camp. Ital. Paral. Assoluti Cat. A Sciabola Masch., Padova
- Secondi Class. Camp. Europei Sciabola Femm., Cracovia
- Primi Class. Prova Coppa del Mondo Paral. Cat. A Sciabola Masch., Nimes
- Secondi Class. Prova Coppa del Mondo Paral. Cat. A Sciabola Masch., Busan
- Terzi Class. Camp. del Mondo Paralimpici Cat. A Sciabola Masch., Terni
- Secondi Class. Camp. del Mondo Paralimpici Sciabola Masch. a Sq., Terni
- Primi Class. Circuito Eur. Cadetti Sciabola Femm. a Sq., Gödöllő (Ungheria)
- Primi Class. Prima Prova Naz. Cadetti Sciabola Femm., Salsomaggiore Terme (PR)
- Terzi Class. Prima Prova Naz. Giovani Sciabola Femm., Bastia Umbra (PG)
- Primi Class. Circuito Eur. Cadetti Sciabola Femm., Eislingen/Fils (Germania)
- Primi Class. Prima Prova Naz. Cat. Ragazze Sciabola Femm., San Severo (FG)
- Primi Class. Prima Prova Naz. Cat. Giovanissimi Sciabola Masch., San Severo (FG)
- Primi Class. Prima Prova Naz. Cat. Bambine Sciabola Femm., San Severo (FG)

Stagione 2023/2024
- Primi Class. Camp. Eur. Cadetti U17 Sciabola Femm. Ind., Napoli
- Primi Class. Camp. Eur. Cadetti U17 Sciabola Femm. a Sq., Napoli
- Primi Class. Camp. Italiani Serie A2 U17 Sciabola Femm. a Sq., Piacenza
- Terzi Class. Camp. Mond. Cadetti U17 Sciabola Femm., Riyad
- Primi Class. Camp. Europ. Master Sciabola Masch. a Sq., Ciney (Belgio)
- Primi Class. Camp. Europ. Master Sciabola Femm. a Sq., Ciney (Belgio)
- Primi Class. Camp. Italiani Paralimpici Cat. A Sciabola Masch., San Lazzaro di Savena (BO)
- Secondi Class. Prova di Coppa del Mondo Paral. Cat. A Sciabola Masch., San Paolo (Brasile)
- Primi Class. Camp. Italiani U17 Sciabola Femm., Genova
- Secondi Class. Camp. Italiani U17 Sciabola Femm., Genova
- Secondi Class. Coppa del Mondo Paral. Cat. A Sciabola Masch., Varsavia
- Secondi Class. Camp. del Mondo Paral. Sciabola Masch. a Sq., Varsavia

Stagione 2024/2025
- Terzi Class. Sciabola Masch. Paralimpiadi di Parigi 2024
- Terzi Class. Camp. Mondiali Master Fioretto Femm. a Sq., Dubai
- Primi Class. 4° Trofeo “Città di Milano” Prova Internaz. Femm. non vedenti, Milano
- Terzi Class. 4° Trofeo “Città di Milano” Prova Internaz. Femm. non vedenti, Milano
- Terzi Class. Circuito Satellite FIE Sciabola Masch., Istanbul
- Secondi Class. Circuito Europeo U17 Sciabola Femm., Eislingen (Germania)
- Primi Class. 2a Prova Nazionale Femm. Non Vedenti, Busto Arsizio
- Terzi Class. 2a Prova Nazionale Masch. Non Vedenti, Busto Arsizio
- Primi Class. Camp. Europei U17 Sciabola Femm. a Sq., Antalya (Turchia)
- Terzi Class. Camp. Europei U20 Sciabola Femm., Antalya (Turchia)
- Terzi Class. 2a Prova Nazionale U20 Sciabola Femm., Lucca
- Terzi Class. 2a Prova Nazionale U20 Sciabola Masch., Lucca
- Primi Class. Coppa del Mondo Scherma Paral. Cat. A Sciabola Masch., Pisa
- Primi Class. Camp. Ital. U17 Sciabola Femm., Terni
- Primi Class. Camp. Europ. Master Sciabola e Fioretto Femm., Plovdiv (Bulgaria)
- Primi e Secondi Class. Camp. Ital. Assoluti Sciabola Femm., Piacenza
- Secondi Class. Torneo Internazionale U14 Sciabola Femm., Istanbul

## Onorificenze
- Il Presidente della VII Commissione (Cultura, Scienza e Istruzione) l'On. Federico Mollicone consegna al Maestro Renzo Musumeci Greco la Medaglia della Camera dei Deputati, "per rappresentare una delle più antiche e prestigiose Scuole di scherma e per il suo impegno nella valorizzazione dei beni culturali e nell’abbattimento delle disuguaglianze attraverso lo sport." [29] (10 giugno 2025)
- Il Presidente dell'Accademia ottiene dal CONI il Collare d'oro al merito sportivo, la massima onorificenza sportiva in Italia. (2019)[8]
- La FIS conferisce all'Accademia lo Scudo d'Onore d'Oro. (2017)[7]
- La Regione Lazio elegge l'Accademia Casa Museo. (2015)
- Intitolazione, a Roma, di una strada, "Via Enzo Musumeci Greco", sita nel quartiere degli artisti, in zona Porta di Roma, in occasione del centenario della nascita di Enzo Musumeci Greco. (2011)[30]
- Stella d'oro al merito sportivo per il 1975-1976, conferita dall'allora presidente del CONI, Giulio Onesti. (1976)[6]
- Apposizione di due targhe commemorative, negli anni Cinquanta, da parte del comune di Roma, sul palazzo dell’Accademia al Pantheon.[31]
- Erezione di un busto di marmo al Pincio di Roma del capostipite Salvatore Greco dei Chiaramonte, Eroe del Risorgimento. (1926)[32][33]
- Intitolazione di una piazza, "Largo fratelli Greco", nel quartiere Roma 70.[34]
- Intitolazione di una strada, "Via Salvatore Greco", a Bezzecca (TN).[35]
- Busto marmoreo di Salvatore Greco al Comune di Mineo (CT).
- Statua di Agesilao Greco in una fontana di Buenos Aires.
- Targa ad Agesilao Greco sulla facciata del palazzo nativo a Caltagirone.[36]
- Busto di Agesilao Greco al Comune di Caltagirone.[36]
- Intitolazione di una strada, “Viale Agesilao Greco” a Caltagirone.[37]
- Stadio “Agesilao Greco” a Caltagirone.[38]
- Museo Civico su Agesilao Greco a Caltagirone.[36]